# Алессандро Ферреро Ла Мармора
Алессандро Ферреро Ла Ма́рмора (італ. Alessandro Ferrero della Marmora; 27 березня 1799, Турин — 7 червня 1855, Балаклава) — італійський генерал, ініціатор заснування корпусу берсальєрів.

## Біографія

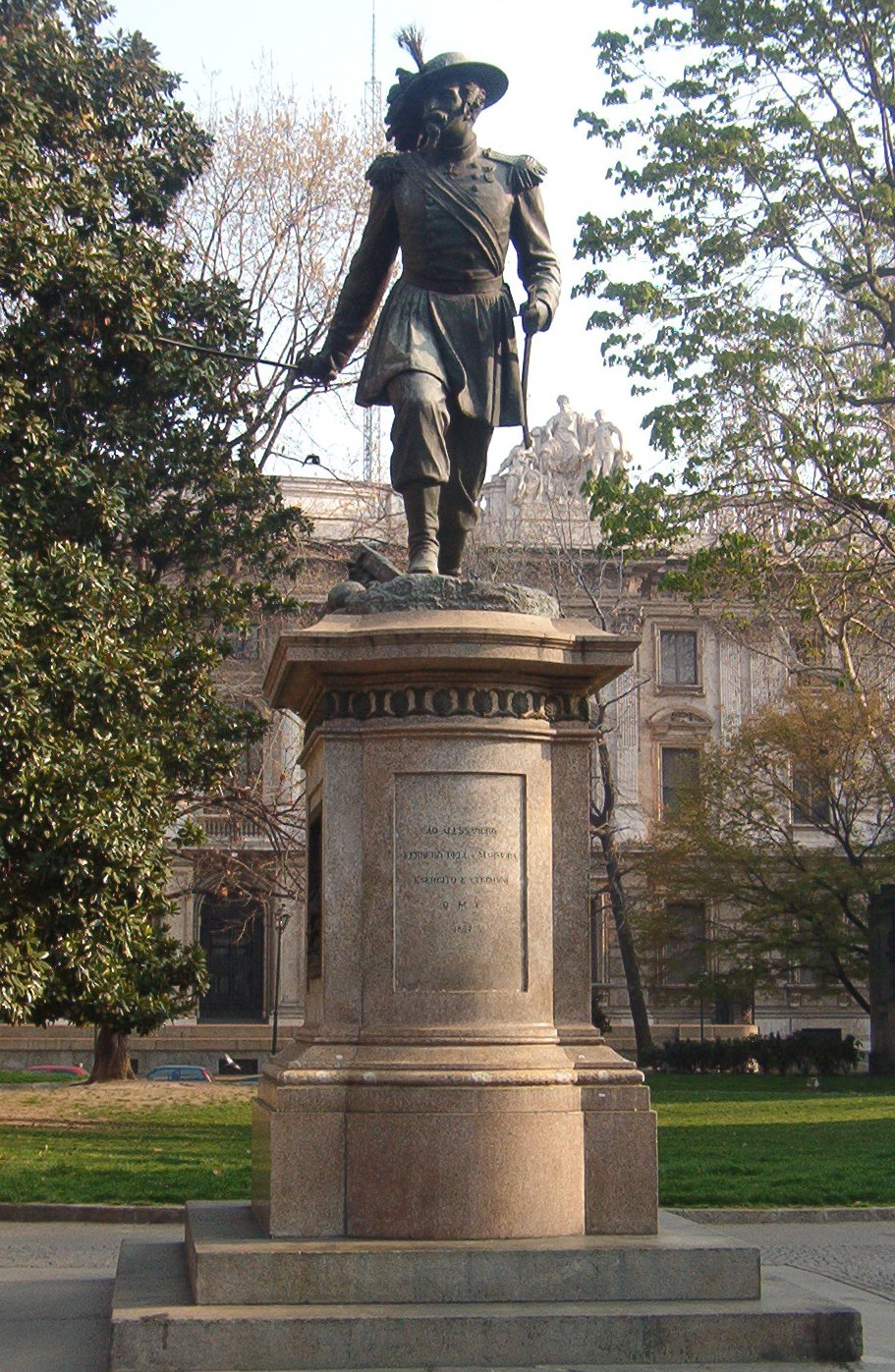
Пам'ятник Алессандро Ла Мармора в Турині

Алессандро Ла Мармора народився 27 березня 1799 року в Турині, в сім'ї маркіза Челестіно Ферреро делла Мармора (італ. Celestino Ferrero della Marmora), капітана Іврейського полку, та графині Рафаелли Арджентеро ді Версеціо (італ. Raffaella Argentero di Bersezio). Він був восьмим з тринадцяти дітей подружжя. Троє інших його братів (Альберто, Карло та Альфонсо) теж були відомими політиками та військовиками.
За сімейною традицією, Алессандро Ла Мармора обрав військову кар'єру. У 1815 році Віктор Емануїл I призначив його в полк охорони. Того ж року він був переведений в гренадерський полк і отримав звання молодшого лейтенанта. У 1817 році отримав звання лейтенанта.
Брав участь у придушенні повстання 1820—1821 років, за що Карл Фелікс нагородив його орденом Святих Маврикія та Лазаря. У 1823 році отримав звання капітана.
Алессандро Ла Мармора проводив військові дослідження. У долині Б'єлла вивчав нові методи захисту кордонів. Здійснив поїздки у Францію, Англію, Баварію, Саксонію, Швейцарію та Тіроль, де вивчав нові види озброєнь (зокрема казеннозарядних гвинтівок),, структуру та тактику дій різних армій.
У 1831 році був підготовлений перший план зі створення полку легкої піхоти нового типу (італ. Proposizione per la formazione di truppe leggere della terza specie sotto la denominazione di Bersaglieri). Але план був реалізований лише через 5 років, коли Алессандро Ла Мармора представив свій оновлений план (італ. Proposizione per la formazione di una compagnia di Bersaglieri e modello di uno schioppo per suo uso) королю Карлу Альберту. У 1836 році був сформований корпус стрільців, який отримав назву берсальєри. Алессандро Ла Мармора був призначений його командиром. У 1840 році Алессандро Ла Мармора отримав звання підполковника, у 1844 році — полковника.
Берсальєри чудово зарекомендували себе під час трьох війн за незалежність Італії.
Під час Першої війни за незалежність Алессандро Ла Мармора був важко поранений в щелепу під час битви під Гоїто. Під час тривалого лікування
написав дві праці: «Тимчасові інструкції для берсальєрів» (італ. Istruzioni provvisorie per i Bersaglieri) та «Керівництво зі стрільби для добровольців» (італ. Trattato di tiro ad uso dei Volontari).
У липні 1848 року отримав звання генерал-майора. 15 лютого 1849 року призначений начальником штабу армії. 25 липня 1852 року отримав звання генерал-лейтенанта, при цьому залишався головним інспектором берсальєрів.
у 1852 році, перебуваючи на лікуванні в Генуї після невдалого падіння з коня, познайомився з Розою Роккатальята (італ. Rosa Roccatagliata), з якою одружився через два роки.
Коли у 1854 році в Генуї розпочалась епідемія холери, Алессандро Ла Мармора та його дружина надавали допомогу всім, хто її потребував, а також написали та видали брошуру про холеру, про її профілактику та методи лікування.
У 1855 році, під час Кримської війни, Алессандро Ла Мармора командував другою дивізією сардинського експедиційного корпусу. 7 червня 1855 року він помер від холери в Балаклаві. Був похований на цвинтарі біля Балаклави, але в 1911 році його рештки були перенесені в родинну усипальницю в базиліці Сан Себастьяно в Б'єллі.

## Нагороди
- Кавалер Великого хреста Ордена Святих Маврикія та Лазаря
- Срібна медаль «За військову доблесть» (1941)
- Кримська медаль
- Почесний кавалер Мальтійського ордена